# Europees kampioenschap voetbal vrouwen onder 19 - 2016
Het Europees kampioenschap voetbal vrouwen onder 19 van 2016 zal de 15de editie zijn van het Europees kampioenschap voetbal vrouwen onder 19, het jaarlijkse voetbaltoernooi wordt georganiseerd door de UEFA voor alle Europese nationale vrouwenploegen onder 19 jaar. Slowakije, dat werd verkozen door de UEFA op 20 maart 2012, zal het toernooi organiseren.
In totaal nemen 8 landen deel aan het toernooi waarvan de speelgerechtigde spelers zijn geboren op of na 1 januari 1997.

## Kwalificaties
47 Europese nationale ploegen begonnen aan de competitie, inclusief Slowakije dat zich rechtstreeks heeft geplaatst als gastland. De andere 46 ploegen strijden tijdens de kwalificaties voor de resterende 7 plaatsen op het toernooi.

Gekwalificeerde landen

De kwalificaties bestaan uit twee rondes: 
- Kwalificatieronde (15 september – 20 september 2015)
- Elite ronde (5 april – 10 april 2016)

### Gekwalificeerde landen
| # | Land        | Gekwalificeerd als           | Beste prestatie                     |
| - | ----------- | ---------------------------- | ----------------------------------- |
| 1 | Slowakije   | Gastland                     | Eerste deelname                     |
| 2 | Duitsland   | Elite Ronde: Winnaar groep 1 | Kampioen (2002, 2006, 2007 en 2011) |
| 3 | Oostenrijk  | Elite Ronde: Winnaar groep 2 | Eerste deelname                     |
| 4 | Nederland   | Elite Ronde: Winnaar groep 3 | Kampioen (2014)                     |
| 5 | Spanje      | Elite Ronde: Winnaar groep 4 | Kampioen (2004)                     |
| 6 | Frankrijk   | Elite Ronde: Winnaar groep 5 | Kampioen (2003, 2010 en 2013)       |
| 7 | Zwitserland | Elite Ronde: Winnaar groep 6 | Halve Finale (2009 en 2011)         |
| 8 | Noorwegen   | Elite Ronde: Beste tweede    | Finalist (2003, 2008 en 2011)       |

## Stadions
| Senec                       | Zlaté Moravce                            | · Senica Zlaté Moravce Senec Myjava Slowakije | Senica                                    | Myjava                           |
| --------------------------- | ---------------------------------------- | --------------------------------------------- | ----------------------------------------- | -------------------------------- |
| NTC Senec Capaciteit: 3.264 | Štadión FC ViOn (afb.) Capaciteit: 4.000 | · Senica Zlaté Moravce Senec Myjava Slowakije | OMS ARENA Senica (afb.) Capaciteit: 5.070 | Stadium Myjava Capaciteit: 2.709 |
|                             |                                          | · Senica Zlaté Moravce Senec Myjava Slowakije |                                           |                                  |

## Scheidsrechters
Scheidsrechters
- Linn Andersson (Zweden)
- Tania Fernandes Morais (Luxemburg)
- Ivana Martinčić (Kroatië)
- Lois Otte (België)
- Ivana Projkovska (Macedonië)
- Eszter Urban (Hongarije)

Assistent-scheidsrechters
- Gulyana Guvandiyeva (Azerbeidzjan)
- Ekaterina Marinova (Bulgarije)
- Kylie McMullan (Schotland)
- Dora Myrianthea (Cyprus)
- Lisa Rashid (Engeland)
- Maryna Striletska (Oekraïne)
- Sabina Valieva (Rusland)
- Veronica Vettorel (Italië)

Vierde officials
- Petra Pavlíková Chudá (Slowakije)
- Zuzana Valentová (Slowakije)

## Loting
De loting voor het eindtoernooi in Slowakije vindt plaats 24 mei 2016. De deelnemers worden verdeeld in 2 groepen van 4 ploegen. Het principe van reekshoofden geldt niet voor dit toernooi. Alleen gastland Slowakije wordt automatisch toegekend aan plaats A1.

## Groepsfase

### Groep A
| POS | Land      | M | W | G | V | DV | DT | DS  | PT | Kwalificatie |
| --- | --------- | - | - | - | - | -- | -- | --- | -- | ------------ |
| 1   | Frankrijk | 3 | 2 | 0 | 1 | 8  | 2  | +6  | 6  | Halve Finale |
| 2   | Nederland | 3 | 2 | 0 | 1 | 8  | 2  | +6  | 6  | Halve Finale |
| 3   | Noorwegen | 2 | 1 | 0 | 1 | 1  | 1  | 0   | 3  |              |
| 4   | Slowakije | 2 | 0 | 0 | 2 | 0  | 12 | –12 | 0  |              |

Speeldag 1
|                            |           |                                                                              |           |                                                  |
| 19 juli 2016 17:00 (UTC+2) | Slowakije | 0 – 6                                                                        | Nederland | NTC Senec, Senec Scheidsrechter: Ivana Martinčić |
| 19 juli 2016 17:00 (UTC+2) |           | Folkertsma 23' (pen.) Roord 37', 58', 74' Deszathova 40' (e.d.) Hendriks 69' |           | NTC Senec, Senec Scheidsrechter: Ivana Martinčić |

|                            |           |               |           |                                                             |
| 19 juli 2016 18:00 (UTC+2) | Frankrijk | 0 – 1         | Noorwegen | Štadión FC ViOn, Zlaté Moravce Scheidsrechter: Eszter Urban |
| 19 juli 2016 18:00 (UTC+2) |           | Jørgensen 36' |           | Štadión FC ViOn, Zlaté Moravce Scheidsrechter: Eszter Urban |

Speeldag 2
|                            |                |       |           |                                                          |
| 22 juli 2016 19:00 (UTC+2) | Nederland      | 1 – 0 | Noorwegen | Štadión FC ViOn, Zlaté Moravce Scheidsrechter: Lois Otte |
| 22 juli 2016 19:00 (UTC+2) | Folkertsma 56' |       |           | Štadión FC ViOn, Zlaté Moravce Scheidsrechter: Lois Otte |

|                            |           |                                                          |           |                                                   |
| 22 juli 2016 18:00 (UTC+2) | Slowakije | 0 – 6                                                    | Frankrijk | NTC Senec, Senec Scheidsrechter: Ivana Projkovska |
| 22 juli 2016 18:00 (UTC+2) |           | Katoto 49', 53', 68' Mateo 51' Morroni 65' Cascarino 90' |           | NTC Senec, Senec Scheidsrechter: Ivana Projkovska |

Speeldag 3
|                            |           |          |           |                                                               |
| 25 juli 2016 17:00 (UTC+2) | Noorwegen | Afgelast | Slowakije | Štadión FC ViOn, Zlaté Moravce Scheidsrechter: Linn Andersson |
| 25 juli 2016 17:00 (UTC+2) |           |          |           | Štadión FC ViOn, Zlaté Moravce Scheidsrechter: Linn Andersson |

Door zware regenval was het veld onbespeelbaar geworden. Het stond 0–0 op dat moment. Omdat beide landen geen kans meer hadden om zich te plaatsen voor de knock-outfase werd de wedstrijd afgelast.
|                            |           |       |                              |                                                         |
| 25 juli 2016 17:00 (UTC+2) | Nederland | 1 – 2 | Frankrijk                    | NTC Senec, Senec Scheidsrechter: Tania Fernandes Morais |
| 25 juli 2016 17:00 (UTC+2) | Roord 60' |       | Katoto 18' Geyoro 24' (pen.) | NTC Senec, Senec Scheidsrechter: Tania Fernandes Morais |

### Groep B
| POS | Land        | M | W | G | V | DV | DT | DS  | PT | Kwalificatie |
| --- | ----------- | - | - | - | - | -- | -- | --- | -- | ------------ |
| 1   | Spanje      | 3 | 3 | 0 | 0 | 10 | 2  | +8  | 9  | Halve Finale |
| 2   | Zwitserland | 3 | 2 | 0 | 1 | 8  | 5  | +3  | 6  | Halve Finale |
| 3   | Duitsland   | 3 | 1 | 0 | 2 | 5  | 6  | –1  | 3  |              |
| 4   | Oostenrijk  | 3 | 0 | 0 | 3 | 1  | 11 | –10 | 0  |              |

Speeldag 1
|                            |            |       |           |                                                         |
| 19 juli 2016 18:00 (UTC+2) | Spanje     | 1 – 0 | Duitsland | OMS ARENA Senica, Senica Scheidsrechter: Linn Andersson |
| 19 juli 2016 18:00 (UTC+2) | García 62' |       |           | OMS ARENA Senica, Senica Scheidsrechter: Linn Andersson |

|                            |            |                                        |             |                                                  |
| 19 juli 2016 18:00 (UTC+2) | Oostenrijk | 0 – 4                                  | Zwitserland | Stadium Myjava, Myjava Scheidsrechter: Lois Otte |
| 19 juli 2016 18:00 (UTC+2) |            | Zehnder 19' (88) Mégroz 60' Jenzer 77' |             | Stadium Myjava, Myjava Scheidsrechter: Lois Otte |

Speeldag 2
|                            |                                           |       |            |                                                               |
| 22 juli 2016 18:00 (UTC+2) | Spanje                                    | 4 – 0 | Oostenrijk | Stadium Myjava, Myjava Scheidsrechter: Tania Fernandes Morais |
| 22 juli 2016 18:00 (UTC+2) | Sánchez 5', 29' L. García 69' Bonmati 83' |       |            | Stadium Myjava, Myjava Scheidsrechter: Tania Fernandes Morais |

|                            |                         |       |                                         |                                                          |
| 22 juli 2016 18:00 (UTC+2) | Duitsland               | 2 – 4 | Zwitserland                             | OMS ARENA Senica, Senica Scheidsrechter: Ivana Martinčić |
| 22 juli 2016 18:00 (UTC+2) | Sanders 3' Freigang 70' |       | Megroz 6' Surdez 64', 72' Zehnder 90+1' | OMS ARENA Senica, Senica Scheidsrechter: Ivana Martinčić |

Speeldag 3
|                            |             |                                                     |        |                                                         |
| 25 juli 2016 18:00 (UTC+2) | Zwitserland | 0 – 5                                               | Spanje | Stadium Myjava, Myjava Scheidsrechter: Ivana Projkovska |
| 25 juli 2016 18:00 (UTC+2) |             | N. García 15', 47' Hernández 36' L. García 52', 74' |        | Stadium Myjava, Myjava Scheidsrechter: Ivana Projkovska |

|                            |                                      |       |            |                                                       |
| 25 juli 2016 18:00 (UTC+2) | Duitsland                            | 3 – 1 | Oostenrijk | OMS ARENA Senica, Senica Scheidsrechter: Eszter Urbán |
| 25 juli 2016 18:00 (UTC+2) | Ehegötz 43' Freigang 58' Sanders 73' |       | Feric 84'  | OMS ARENA Senica, Senica Scheidsrechter: Eszter Urbán |

## Knock-outfase
|  | halve finale    | halve finale    |  |        | finale          | finale          |
|  |                 |                 |  |        |                 |                 |
|  | 28 juli – Senec |                 |  |        |                 |                 |
|  | Frankrijk       | 3               |  |        |                 |                 |
|  | Zwitserland     | 1               |  |        | 31 juli – Senec | 31 juli – Senec |
|  |                 |                 |  |        | Frankrijk       | 2               |
|  | 28 juli – Senec | 28 juli – Senec |  | Spanje | 1               |                 |
|  | Spanje          | 4               |  |        |                 |                 |
|  | Nederland       | 3               |  |        |                 |                 |

### Halve finale
|                            |                           |       |              |                                            |
| 28 juli 2016 16:00 (UTC+2) | Frankrijk                 | 3 – 1 | Zwitserland  | NTC Senec, Senec Scheidsrechter: Lois Otte |
| 28 juli 2016 16:00 (UTC+2) | Mateo 46', 54' Katoto 50' |       | 44' Reuteler | NTC Senec, Senec Scheidsrechter: Lois Otte |

|                            |                                     |       |                                     |                                                 |
| 28 juli 2016 20:30 (UTC+2) | Spanje                              | 4 – 3 | Nederland                           | NTC Senec, Senec Scheidsrechter: Linn Andersson |
| 28 juli 2016 20:30 (UTC+2) | Hernández 25', 68', 81' Cazalla 73' |       | 22' Admiraal 59' Roord 84' Hendriks | NTC Senec, Senec Scheidsrechter: Linn Andersson |

### Finale
|                            |                       |       |               |                                               |
| 31 juli 2016 19:00 (UTC+2) | Frankrijk             | 2 – 1 | Spanje        | NTC Senec, Senec Scheidsrechter: Eszter Urbán |
| 31 juli 2016 19:00 (UTC+2) | Geyoro 36' Katoto 66' |       | L. García 84' | NTC Senec, Senec Scheidsrechter: Eszter Urbán |

| Winnaar Europees kampioenschap voetbal vrouwen onder 19 |
| ------------------------------------------------------- |
|                                                         |
| FRANKRIJK Vierde titel                                  |

## Doelpuntenmakers
6 doelpunten
- Marie-Antoinette Katoto

5 doelpunten
- Jill Roord

4 doelpunten
- Lucía García
- Sandra Hernández

3 doelpunten
- Clara Mateo
- Nahikari García
- Cinzia Zehnder

2 doelpunten
- Grace Geyoro
- Laura Freigang
- Stefanie Sanders
- Sisca Folkertsma
- Michelle Hendriks
- Andrea Sánchez
- Naomi Mégroz
- Camille Surdez

Eigen doelpunt
- Stephanie Deszathová (tegen Nederland)

1 doelpunt
- Ivana Feric
- Delphine Cascarino
- Perle Morroni
- Nina Ehegötz
- Suzanne Admiraal
- Katrine W. Jørgensen
- Aitana Bonmatí
- Marta Cazalla
- Lara Jenzer
- Géraldine Reuteler